# Jelični Vrh
Jelični Vrh je naselje v Občini Idrija.